# ليفيرن تارت
ليفيرن تارت (بالإنجليزية: Levern Tart)‏ مواليد 1 يونيو 1942 في ماريون - الوفاة 22 يونيو 2010، كان لاعب كرة سلة أمريكي. بدأ مسيرته الاحترافية في سنة 1964. تم اختياره من قبل فريق بوسطن سيلتكس خلال الدرافت. بلغ طوله 6 قدم 2 بوصة (1.9 م). اعتزل اللعب في 1971.

## المسيرة الاحترافية
لعب مع بروكلين نتس في موسم 1968–1969، ثم لعب مع دنفر ناغتس في سنة 1969، ثم لعب مع بروكلين نتس من سنة 1969 إلى 1971.

## روابط خارجية
- ليفيرن تارت على موقع سبورتس رفرنس (الإنجليزية)
- ليفيرن تارت على موقع كلية كرة السلة في سبورتس رفرنس.كوم (الإنجليزية)
- ليفيرن تارت على موقع ريلجم (الإنجليزية)
- ليفيرن تارت على موقع بروبوليرز (الإنجليزية)